# Moussonia skutchii
Moussonia skutchii là một loài thực vật có hoa trong họ Tai voi. Loài này được (C.V. Morton & D.N. Gibson) Wiehler mô tả khoa học đầu tiên năm 1975.